# Stay (singel Moniki Linkytė)

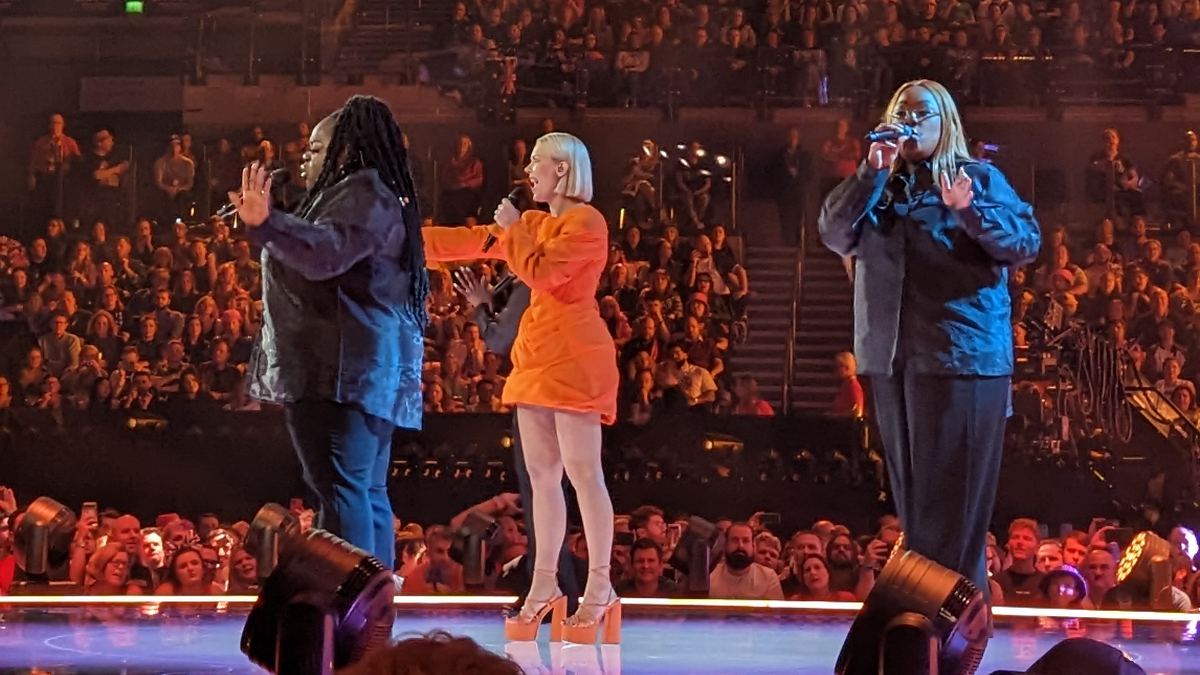
Monika Linkytė wykonuje piosenkę "Stay" podczas próby drugich półfinałów Eurowizji 2023, 10 maja 2023 w Liverpool Arena

Stay – singel litewskiej piosenkarki Moniki Linkytė wydany cyfrowo 14 lutego 2023. Piosenkę skomponowali i napisali Monika Linkytė, Krists Indrišonoks i Jānis Jačmenkins. 
Utwór reprezentował Litwę w 67. Konkursie Piosenki Eurowizji w Liverpoolu.

## Historia utworu
W oświadczeniu prasowym przekazanym litewskiemu nadawcy publicznemu LRT, Monika poinformowała, że wraz z łotewskim autorem piosenek Krists'em Indrišonoks'em (znanym również jako Chris Noah), napisali „Stay” podczas nieplanowanej sesji. Linkytė chciała napisać o tym, jak ważne jest „zatrzymanie się i powrót do siebie”. Niektóre wersety pieśni nawiązują do litewskich sutr ludowych, mówiących o tęsknocie za słyszeniem głosu własnego serca.
Kompozycja wygrała finał litewskich eliminacji eurowizyjnych Pabandom Iš Naujo!, dzięki czemu będzie reprezentowała Litwę w 67. Konkursie Piosenki Eurowizji, organizowanym w maju 2023 roku w Liverpoolu.

## Lista utworów
- Digital download[3][4]

1. „Stay” – 3:04
2. „Stay (Čiūto Tūto)” (Wersja eurowizyjna) – 2:57

## Notowania
| Kraj  | Notowanie (2022) | Najwyższa pozycja |
| ----- | ---------------- | ----------------- |
| Litwa | Singlų Top 100   | 5                 |